# 埃里克五世
（削剪王）埃里克五世（丹麥語：Erik V. Klipping；1249年—1286年11月22日），丹麥國王（1259年－1286年在位）。丹麥國王克里斯托弗一世逝世時唯一在生的兒子。

## 登位
埃里克五世於1259年繼承父位，由母親瑪格麗特攝政。1261年，南方的石勒蘇益格公爵埃里克一世公然叛亂，太后召募一支軍隊將他打敗，正在討論和約時，埃里克一世其後找到德意志北部的諸侯幫助，打敗了丹麥軍隊，埃里克五世和其母后瑪格麗特被石勒蘇益格人俘獲，最後要放棄了南部所有財產才獲釋。
1263年，太后瑪格麗特釋放了前任國王的政敵隆德大主教雅各·埃蘭森，希望他感恩終止雙方的鬥爭，可是雅各·埃蘭森恩將仇報，向全國發出禁令，企圖逼使太后及國王退位。幸好太后要求教皇烏爾班四世干預，經過數次辯論，烏爾班四世發布了豁免改變丹麥的繼承權，並允許女性繼承丹麥皇位的條款。這將有可能使當時國王埃里克五世沒有子嗣，如果他離世，他的姐妹可以成為丹麥女王。雖然烏爾班四世給了他的准許，但是這永遠不會成為一個問題。埃里克五世其後生了兩位兒子埃里克六世及克里斯托弗二世最終成功先後繼承丹麥王位。

## 親政
1264年，埃里克五世開始親政。1272年，埃里克五世利用石勒蘇益格公爵埃里克一世逝世，而其子石勒蘇益格公爵瓦爾德馬四世只有十歲，埃里克五世征服弗倫斯堡、阿爾森和費馬恩。另外，埃里克五世亦出兵斯莫蘭。埃里克五世與教會的矛盾因為教皇的支持而化解。1276年，埃里克五世立長子埃里克六世為繼承人，他的整個統治時期充滿無政府狀態。由於大貴族不斷擴大權利，他於1282年被迫簽訂一個王室憲章（丹麥語：håndfæstning），規定國王不能任意囚禁貴族，而且要每年召開一次貴族和主教會議，丹麥第一部成文憲法表明農民和地方議會失去了一些權利，因而使貴族使貴族們能在內政外交上進行徹底改革，王室憲章被確認後，丹麥在石勒蘇益格的權利得以恢復。

## 死亡
1286年11月，他在日德蘭半島維堡附近狩獵期間被人暗殺，兇手不明，屍體顯示埃里克五世身中56刀而死，埃里克六世繼承王位，而1282年開始制節埃里克五世的王室憲章亦隨着他的逝世而失效。埃里克五世的外號「削剪王」來自於他在錢幣上削減重量造假。